# 川崎優
川崎 優（かわさき まさる、1924年4月19日 - 2018年11月29日）は、日本の作曲家、指揮者。父はオペラ歌手の川崎豊。
2018年11月29日、老衰のために死去。94歳没。

## 主な作品

### 管弦楽
- フルートと管弦楽のための三楽章（1953年、第22回日本音楽コンクール入賞）
- オーケストラの爲の組曲（1955年）
- 組曲「わらべうた」（1956年）
- 日本民謡を素材とする交響曲（1957年、TBS委嘱作品）
- 祈りの曲「哀悼歌」（1975年、5つのパーカッションを伴う2管編成版）

### 吹奏楽
- 行進曲「希望」（1963年、『March Ray of Hope』、全日本吹奏楽コンクール1963年度課題曲）
- 行進曲「平和の前進」（1966年、『March Forward for Peace』）
- 吹奏楽のためのわらべうた（1966年、『WARABE-UTA for Symphonic Band』）
- 行進曲「進歩と調和」（1969年、『March Progress and Harmony』、大阪万博公式マーチ。「万国博マーチ」（『March Expo '70』）から改題。）
- 吹奏楽のための小品「ふるさとの情景」（1969年、『The Sketch of Pastoral Scenery』、全日本吹奏楽コンクール1969年度課題曲）
- 民謡風の主題による吹奏楽のための幻想曲（1973年、『Fantasy for Symphonic Band』、音楽之友社創立30周年記念委嘱作品。）
- 吹奏楽のための組曲（1973年、『Suite for Symphonic Band』、「序曲」「牧歌」「間奏曲」「無窮動」「終曲」からなる[2]。）
- わらべうたを主題にした3つの小さな幻想曲（1974年、『Three little Fantasy on the Thematic Material by Japanese Children's Song』、「うさぎ」「ゆうやけ」「かり」からなる[3]。）
- 祈りの曲第1「哀悼歌」（1975年、『Prayer Music No.1 "Dirge"』）
毎年8月6日に広島平和記念公園で行われる広島平和記念式典の献花の際に演奏される曲として知られる[4]（川崎自身も広島の被爆者の一人である）。
- 吹奏楽のための「詩曲」（1976年、『Poem for Symphonic Band』）
- 祈りの曲第2「悲歌」（1977年、『Prayer Music No.2 "Elegy"』）
- 祭りの曲（1978年、『Fireworks Music on Festival』）
- ロマンティック・エピソード（1979年、『Romantic Episode』）
- トランペットと吹奏楽のための「ロマンス」（1982年、『Romance for Trumpet and Symphonic Band』）
- キューピッドのマーチ（1983年、『Jugendparade (March Dedicate to Cupid)』、全日本吹奏楽コンクール1983年度課題曲）
- 祈りの曲第3「広島の詩」（1986年、『Prayer Music No.3 "Song of Hiroshima"』）
- おとぎの国のおじいさん（1989年、『Der Alte im Marchenland』）

### 弦楽器
- 弦楽四重奏曲（『String Quartet』）
- 弦楽三重奏曲（『la improvvisazione』）

### 校歌
- 広陵高校校歌
- 常葉菊川学園校歌
- 宮島中学校校歌